# Noblesse
Noblesse (en hangul, 노블레스; romanización revisada, Nobeulleseu)) es un webtoon surcoreano escrito por Son Jae-Ho e ilustrado por Lee Gwang-Su. Noblesse se publicó por primera vez en Webtoon el 30 de diciembre de 2007 y concluyó el 7 de enero de 2019; fue uno de los primeros webtoons en recibir una traducción al inglés en el lanzamiento de Webtoon en julio de 2014. Se realizó una adaptación a la animación por el estudio surcoreano Studio Animal en 2015 y una OVA producida por Production I.G en 2016.
Una adaptación animada producida por Production I.G, considerada Crunchyroll Original, se estrenó en octubre de 2020.

## Trama
Noblesse trata de un poderoso noble, Cadis Etrama Di Raizel (conocido como Rai), que ha estado dormido durante 820 años sin conocer el avance de la humanidad y los éxitos científicos. Al inicio del webtoon, Rai se despierta en un edificio abandonado en Corea del Sur, y comienza a vivir acostumbrándose al mundo moderno. Él va a una escuela, donde se reúne con su leal servidor Frankenstein. Con la ayuda de Frankenstein, Rai se matricula en la escuela secundaria y, sin darse cuenta, se hace amigo del atlético Shinwoo, el friki informático Ikhan, la chica de la que está enamorado Shinwoo, Yuna, y algunos otros. Noblesse sigue a menudo peligrosas aventuras del grupo contra una organización secreta mientras descubre el pasado de Rai.

## Personajes
Cadis Etrama Di Raizel (también conocido como Rai)
Seiyū: Shin YongWoo (animación 2015) (coreano); Tarusuke Shingaki (ONA & anime) (japonés)
Rai es un encantador, elegante y misterioso Noble. No tiene ningún conocimiento del siglo XXI, y a menudo se perderá y confundirá, especialmente con respecto a la tecnología moderna (como el uso de un teléfono móvil). A menudo se lo utiliza como el alivio cómico del webtoon con su amor por el ramen, los errores que comete con la tecnología y su terrible sentido de dirección. Había caído en un sueño profundo durante 820 años y se había despertado en un edificio abandonado en Corea del Sur. Después de ver lo que vestían la mayoría de los humanos en las calles, Rai tomó el uniforme de un estudiante de la escuela secundaria Ye Ran, que está bajo la dirección de Frankenstein, y sin darse cuenta siguió a los estudiantes hasta allí. Actualmente reside con Frankenstein. Se muestra que es extremadamente poderoso por su capacidad de control mental, junto con una técnica llamada "Campo de sangre", que es capaz de borrar todos los rastros de la existencia de sus víctimas. Aunque parece frío por fuera, Rai ha demostrado una increíble profundidad de comprensión y compasión, independientemente de la especie, el origen o experiencias pasadas. Rai es extremadamente guapo y posee una apariencia juvenil, ojos rojo escarlata (un rasgo común entre los Nobles de sangre pura), hermoso cabello negro azabache y un temperamento tranquilo, generalmente se le ve usando el uniforme de la Escuela Secundaria Ye Ran y un pendiente de cruz de plata en su oreja izquierda (un regalo del Señor anterior y un elemento que sella la mayoría de su poder)
Frankenstein
Seiyū: Kim SeungJun (animación 2015) (coreano); Daisuke Hirakawa (ONA & anime) (japonés)
Frankenstein es el devoto sirviente de Rai. Él apoya a Rai de todo corazón y lo llama "Maestro".  Intentó buscar a su maestro después de que Rai desapareció y finalmente se aisló para buscar a Rai en privado. Frankenstein es el director de la escuela secundaria Ye Ran, que fundó para que si Rai regresara, pudiera vivir una vida normal.
Han Shinwoo / Yusuke Tashiro (anime)
Seiyū: Tasuku Hatanaka (ONA), Ryota Iwasaki (anime) (japonés)
Shinwoo es un adolescente enérgico y atlético con el pelo rojo brillante. Siempre se le ve con una tira adhesiva sobre el puente de la nariz. Es conocido en la ciudad por ser experto en artes marciales y por se temido por las pandillas. Aunque se muestra como un estudiante perezoso, es muy valiente y protegería a sus amigos a toda costa. Shinwoo es popular entre el cuerpo estudiantil de Ye Ran y otras escuelas debido a sus habilidades superiores de lucha.
Woo Ikhan / Manabu Kase (anime)
Seiyū: Takuma Nagatsuka (ONA), Yohei Hamada (anime) (japonés)
Ikhan es el amigo de la infancia de Shinwoo y Yuna. Él es extremadamente hábil en tecnología, especialmente en computadoras y juegos. Se ha demostrado en la serie que es un hacker altamente calificado. Ikhan tiene cabello castaño corto y gafas y mide 157 cm (5,15 pies) de altura. Tiene un complejo con su altura, pero ha encontrado cierta comodidad al conocer a Regis, que tiene aproximadamente la misma altura.
Suh Yuna / Emi Iwata (anime)
Seiyū: Madoka Yonezawa (ONA) (japonés)
Yuna es la amiga de la infancia de Shinwoo e Ikhan. Yuna rechazó a Shinwoo cuando se lo confesó hace dos años. Yuna es una joven amigable, ordinaria y sensata.
Lim Sui
Sui es una pop ídol bastante popular que estudia en la escuela secundaria Ye Ran. Ella apareció por primera vez en el capítulo 94 de la serie; ella volvió a la escuela después de hacer su concierto. Sui es amiga de Ikhan, Shinwoo y Yuna; ella siempre se muestra saliendo con el grupo. Más tarde se unió a Shinwoo y a los demás para visitar la casa de Frankenstein regularmente. 
Muzaka
Seiyū: Kim SeungJun (animación 2015) (coreano) 
Ashleen
Seiyū: Kim HyunJi (animación 2015) (coreano) 
Maduke
Seiyū: Oh InSeong (animación 2015) (coreano) 
Gejutel K. Landegre
Seiyū: Jang Gwang (animación 2015) (coreano) 
Lagus Tradio
Seiyū: Kang GuHan (animación 2015) (coreano) 
Roctis Kravei
Seiyū: Jung HoonSuk (animación 2015) (coreano) 
Urokai Agvain
Seiyū: Kim DongHa (animación 2015) (coreano) 
Zarga Siriana
Seiyū: Choi JunYeong (animación 2015) (coreano) 
M-21
Seiyū: Hisafumi Oda (ONA), Kosuke Onishi (anime) (japonés)
M-24
Seiyū: Teruyuki Tanzawa (ONA) (japonés) 
Jake
Seiyū: Tōru Ōkawa (ONA) (japonés) 
Marie
Seiyū: Hitomi Nabatame (ONA) (japonés) 
Regis K. Landegre
Seiyū: Akihisa Wakayama (anime) (japonés)
Seira J. Loyard
Seiyū: Ai Kayano (anime) (japonés)
Tao
Seiyū: Masatomo Nakazawa (anime) (japonés)
Takeo
Seiyū: Takeo Ōtsuka (anime) (japonés)
Kranz
Seiyū: Jun Kasama (anime) (japonés)
Shark
Seiyū: Katsumi Fukuhara (anime) (japonés)
Hammer
Seiyū: Hiroki Yamada (anime) (japonés)

### Nobles/Noblesse
Los Nobles son una raza de seres casi inmortales, elegantes y poderosos. Aunque ocasionalmente se los conoce como vampiros, en realidad no son vampiros. (Aunque tienen algunos de los rasgos típicamente considerados como rasgos vampíricos, como la casi inmortalidad, la velocidad, la fuerza y la resistencia excepcionales, así como la capacidad de crear humanos infectados ("mutantes") que son la verdadera fuente de conocimiento de vampiros). Los nobles no requieren sangre para sobrevivir, mientras que los mutantes sí. Debido a su incapacidad para ignorar la matanza de humanos débiles e indefensos, han estado protegiéndolos contra los depredadores desde la antigüedad. "Noblesse" era el título dado a una sola persona, Rai, pero los Nobles lo adoptaron como el nombre de su raza algún tiempo después de que Rai entrara en su largo sueño. Los Nobles sangre pura parecen compartir ojos rojos carmesí y un poder común de control mental . 
En esta serie, el concepto que conocemos como "Noblesse Oblige" (un término francés que significa "la nobleza obliga", lo que implica que los que tienen el poder tienen la obligación de usarlo para ayudar a los que no lo tienen) históricamente proviene del comportamiento de la Nobleza (Rai), que protegió a los débiles. La gente de la Unión piensa que Noblesse es un ser en la cima de la raza de los vampiros. Sin embargo, más tarde se sabe que los "vampiros" son lo que los humanos perciben como seres infectados creados cuando los Nobles "despiertan" a los humanos y esos humanos comparten el poder de crear otros vampiros. A menudo se entiende que estos "infectados" son menos sensibles, y que a menudo dependen del instinto de consumo de sangre humana.

## Animación

### Animación 2015
La primera versión animada de Noblesse se reveló en el 17 ° Festival Internacional de Animación de Bucheon. Su tiempo de duración fue de 37 minutos. Fue producido por Studio Animal, un estudio de animación de Corea del Sur, y la animación fue lanzada por primera vez en DVD por Woongjin Thinkbig Funnism el 4 de diciembre de 2015, mientras que su servicio de VOD comenzó más tarde el 4 de febrero de 2016.

### OVA 2016
El 4 de febrero de 2016, se lanzó un video de animación original (OVA) de 31 minutos, titulado Noblesse: Awakening, retransmitido en Crunchyroll y YouTube. Producido por Production IG, el OVA cubre la primera temporada del webtoon.

### Anime
El 2 de agosto de 2019 en la Comic Con Seoul, se anunció que una adaptación de televisión de anime estaba actualmente en producción. Production IG animó la serie, y Crunchyroll la transmitió internacionalmente como una coproducción. En una entrevista, Son Jae-Ho dijo durante una entrevista sobre la serie "Recientemente completamos Noblesse, que es un proyecto muy especial para nosotros. A partir de este año, nos ha llevado 11 largos años completar este proyecto. Cuando Lee Gwang-Su y yo comenzamos a trabajar en Noblesse, pensamos en los muchos sueños que queríamos lograr juntos. Uno de los sueños era mostrar uno de nuestros trabajos como una animación de televisión, que se hizo realidad. Todo esto fue gracias a nuestros televidentes, que mostraron amor por Noblesse. Me gustaría agradecer a Naver Webtoon y Production IG por hacer un trabajo increíble en la animación. Espero que los espectadores encuentren a Noblesse emocionante y disfruten viéndolo". La serie cuenta con la dirección de Yastutama Yamamoto, siendo Shunsuke Tada su director jefe, Sayaka Harada responsable de la composición de serie y Akiharu Ishii como encargado de los diseños de personajes y de supervisar la animación. El cantante surcoreano Jaejoong interpreta el tema de apertura titulado “BREAKING DAWN”. Este tema tiene versiones en japonés, coreano e inglés. El grupo femenino surcoreano OH MY GIRL interpreta el tema de cierre titulado “Etoile”. Este tema también tiene versiones en japonés, coreano e inglés.
La serie tiene lugar directamente después de los eventos de la ONA Noblesse: Awakening, y comienza desde el segundo volumen del manhwa.

## Otros medios
El 7 de noviembre de 2016, Air Seoul anunció que había colaborado con Webtoon para producir un video de seguridad. Algunos de los trabajos que se muestran aquí incluyen Denma, The Sound of Heart y Noblesse.
En marzo de 2016, se agregaron cuatro personajes de Noblesse como personajes jugables en el juego móvil de 2015 Nexon Fantasy War Tactics. Durante el mes, se agregaron varios artículos especiales relacionados con Noblesse, como un equipo "Noblesse Coin" y "Noblesse Black Coocoo".
En junio de 2016, el evento Noblesse regresó y agregó a Raizel como un quinto héroe.
El primer episodio de Alpha trata sobre la Unión, el humano modificado y el experimentador. Al final, hay un logotipo llamado JHS studio, que revela que Alpha y este trabajo están en el mismo mundo. Porque el representante del estudio JHS es Son Jae-Ho, quien fue el autor de este trabajo.